# Henri Queyrat
Henri Philippe Queyrat, dit Henri Queyrat, né le 22 novembre 1907 à Mostaganem (Algérie) et mort le 27 février 1986 à Mar del Plata (Argentine), est un journaliste et homme politique français. 
Journaliste, il devient délégué du Parti populaire français (PPF) en Afrique du Nord puis, sous la Collaboration, est nommé secrétaire fédéral du parti à Paris. Après la guerre, il fuit en Argentine et devient œnologue.

## Biographie
Né en 1907 à Mostaganem en Algérie, Henri Queyrat adhère au Parti populaire français (PPF) et rentre au bureau politique du parti du façon permanente. Délégué en Afrique du Nord, il tient de nombreuses conférences et écrit des articles dans L'Émancipation nationale contre le communisme. Après avoir rejoint la Collaboration, il devient chargé du recrutement de la Légion des volontaires français (LVF) puis met en place un réseau d'espionnage pro-allemand en Tunisie et devient rédacteur en chef du journal Tunis-Journal.
Ayant quitté l'Afrique du Nord en raison du débarquement Allié en novembre 1942, il rentre en France et est nommé secrétaire fédéral du PPF pour la Seine puis crée, en mars 1944, les "Groupes d'Action pour la Justice Sociale" formés par les Allemands à la caserne mortier à la traque des résistants, des Juifs et des réfractaires au Service du travail obligatoire (STO). En mai de la même année, il s'engage dans la Waffen-SS et est blessé au front le 21 août 1944. Après avoir été évacué, il est décoré de la croix de fer 2e classe.
Condamné à mort par contumace après la guerre, il fuit en Argentine et commence à travailler pour la chambre de commerce franco-argentine dont il participe à la rédaction du journal officiel, pour l'Agence France-Presse (AFP) et pour les éditions Larousse. Reconvertie par la suite dans l'œnologie, il publie aux éditions Hachette plusieurs guides sur les vins et fromages argentins. Il meurt à Mar del Plata en 1986 à l'âge de 78 ans. 